# Nitreto de lítio
Nitreto de lítio é um composto com a fórmula Li3N. É o único nitreto de metal alcalino estável. Apresenta-se como um sólido vermelho ou púrpura e tem um ponto de fusão elevado.